# Hợp chất carbon

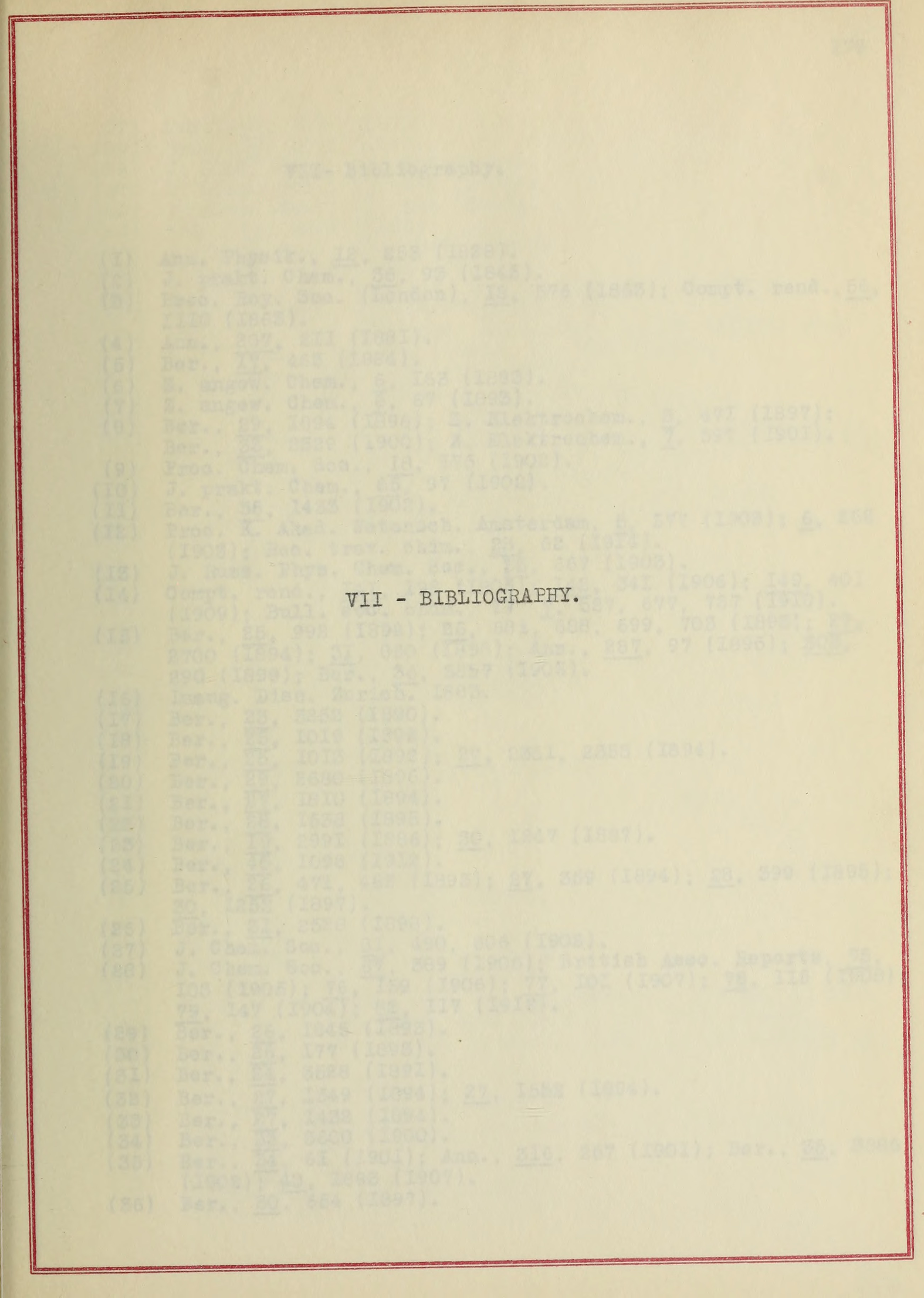
Hợp chất Carbon

Các hợp chất của carbon được định nghĩa là các chất hóa học có chứa carbon. Nhiều hợp chất của carbon tồn tại hơn bất kỳ nguyên tố hóa học nào khác ngoại trừ hydro. Các hợp chất carbon hữu cơ nhiều hơn rất nhiều so với các hợp chất carbon vô cơ. Trong các liên kết chung của carbon với các nguyên tố khác là liên kết cộng hóa trị. Carbon là hóa trị 4 nhưng gốc tự do carbon và các carbene xảy ra như là chất trung gian tồn tại trong thời gian ngắn. Các ion carbon là carbocation và carbanion cũng tồn tại trong thời gian ngắn. Một tính chất carbon quan trọng là catenation là khả năng hình thành chuỗi và vòng carbon dài.